# 申鉉碻
申 鉉碻（シン・ヒョンファク、シン・ヒョナク、しん けんかく、1920年12月29日 - 2007年4月26日）は大韓民国の政治家、実業家。本貫は平山申氏。創氏改名時の日本名は平林佑國、号は于湖（ウホ、우호）。
元国務総理室政策次長の申喆湜は1人息子。

## 略歴
慶尚北道漆谷郡出身。大邱高等普通学校から京城帝国大学を経て、1943年に高等文官試験に合格して農商務省に入省し、商務系官僚を務めた。終戦時は軍需省の軍需管理官として働いた。
韓国独立後は、大邱大学校教授を経て1951年に商工部工業局工程課長として官界に復帰し、商工部電気局・鉱務局・工業局局長を務めた。1957年には復興部次官兼外資庁長官代理となり、1959年に復興部長官となるが、四月革命で逮捕され官界を追放。その後は、国民学院理事長、東海電力・双龍産業社長を歴任するなど実業界で活動する。
1973年の第9代総選挙に民主共和党の公薦で出馬し、当選して政界復帰。1978年の第10代総選挙でも再選を果たし、その間1975年に保健社会部長官、1978年に経済企画院長官兼副総理を歴任した。保健社会部長官在任中に医療保険法改正と1977年の医療保険実施の主要的な役割を果たした。
1979年に朴正煕大統領暗殺に伴い崔圭夏国務総理が大統領に昇格すると、国務総理不在の中で国務総理の職務を実質代行し、12月13日に崔大統領の任命によって国務総理に就任することになった。しかし前日の12月12日に粛軍クーデターが勃発、全斗煥率いる軍部によって権力掌握が進む中で実効ある政策を取れぬまま翌1980年5月21日に国務総理を解任され憲法改正審議委員会委員長に就任。その後、国政諮問委員会委員・韓日協力委員会委員長を歴任した。
政界を退いた後は三星物産会長や三星美術文化財団理事長・全国経済人連合会企業倫理委員長など実業界で活動しながら、盧泰愚政権下で行政改革委員会委員長を務めた。1999年に全経連企業倫理委員会委員長と朴正煕大統領記念事業会長を務め、朴正煕記念館の建設を主導した。2007年4月26日に脊椎骨折の為86歳で死去。

## エピソード
尹錫悦がソウル大学校在学中の1980年5月8日に粛軍クーデター関連の模擬裁判に裁判長役を務めた時、申鉉碻をクーデターの首魁と思ったため、死刑を宣告した。一方、実際の首謀者の全斗煥には無期懲役を宣告した。